# Klondike Annie
Klondike Annie is een Amerikaanse filmkomedie uit 1936 onder regie van Raoul Walsh.

## Verhaal
De revuezangeres Rose Carlton vermoordt haar baas uit zelfverdediging. Ze slaat op de vlucht voor de politie en gaat per boot naar de Klondike. Ze neemt de plaats in van een missionaris, die aan boord sterft aan een hartaanval.

## Rolverdeling
| Acteur            | Personage               |
| ----------------- | ----------------------- |
| Mae West          | Rose Carlton            |
| Victor McLaglen   | Bull Brackett           |
| Phillip Reed      | Inspecteur Jack Forrest |
| Helen Jerome Eddy | Zuster Annie Alden      |
| Harry Beresford   | Broeder Bowser          |
| Harold Huber      | Chan Lo                 |
| Lucille Gleason   | Big Tess                |
| Conway Tearle     | Vance Palmer            |
| Esther Howard     | Fanny Radler            |
| Soo Yong          | Fah Wong                |
| John Rogers       | Buddie                  |
| Ted Oliver        | Grigsby                 |
| Lawrence Grant    | Sir Gilbert             |
| Gene Austin       | Organist                |
| Vladimar Bykoff   | Martinoff               |